# Belén Gopegui
Belén Ruiz de Gopegui Durán (1963 à Madrid -) est une romancière espagnole.

## Biographie
Belén Ruiz de Gopegui étudia le droit à l'Universidad Autónoma de Madrid et elle commença à travailler pour des journaux comme El sol.
Son premier roman La escala de los mapas obtient plusieurs prix : Premio Tigre Juan et Premio Iberoamericano Santiago del Nuevo Extremo. Gerardo Herrero fit le film Las razones de mis amigos (2000) à partir de son roman La conquista del aire (1998).
Francisco Umbral la considère comme le meilleur écrivain de sa génération. Elle est communiste et a fait des articles sur Cuba.

## En traduction française
- L'Échelle des cartes (1995), Actes Sud
- La Cabine d’essayage (1996), Actes Sud
- La Conquête de l’air (2002), Actes Sud
- Le Côté froid de l’oreiller (2006), traduit par Claude Bleton, Le Seuil
- Le père de Blanche-Neige (2010), Le Seuil
- Désir d'être punk (2013), traduit par Claude Bleton, Le Seuil